# Holîșiv, Luțk
Holîșiv (în ucraineană Голишів) este un sat în comuna Boratîn din raionul Luțk, regiunea Volînia, Ucraina.

## Demografie
Componența lingvistică a localității Holîșiv
     Ucraineană (99,41%)
     Alte limbi (0,59%)
Conform recensământului din 2001, majoritatea populației localității Holîșiv era vorbitoare de ucraineană (99,41%), existând în minoritate și vorbitori de alte limbi.